# Born This Way
Born This Way es el segundo álbum de estudio de la cantante,  compositora y productora estadounidense Lady Gaga, lanzado mundialmente el 23 de mayo de 2011 por el sello Interscope Records. La cantante anunció el título luego de aceptar el premio al video del año por «Bad Romance» en los MTV Video Music Awards 2010. Gaga se desempeñó como productora musical de todas las canciones del disco, además de componer cada una de ellas. Trabajó junto a otros productores como Fernando Garibay, RedOne, DJ White Shadow, DJ Snake, Jeppe Laursen y Robert Lange. Además, dos músicos reconocidos colaboraron en la instrumentación de distintas canciones: Brian May tocó la guitarra en «Yoü and I» y Clarence Clemons, el saxofón en dos canciones: «Hair» y «The Edge of Glory». Musicalmente, Gaga definió Born This Way como «el matrimonio de la música electrónica con melodías épicas». El álbum incluye principalmente géneros tales como la música electrónica, el dance, el pop y el rock, mientras que presenta influencias menores de géneros como la ópera, el heavy metal, el rock and roll, el europop, el mariachi, el electro-industrial, el trance, el techno y la música disco.
Considerado como uno de los álbumes más esperados de 2011, Born This Way cosechó un éxito arrasador desde su lanzamiento, tras vender dos millones de copias tan solo en su primera semana a la venta. A raíz de ello, debutó y llegó al número uno en 28 países, entre ellos Alemania, Australia, Canadá, los Estados Unidos —donde vendió 1 108 000 copias en su primera semana, luego que Amazon lo vendiera solo a 99 centavos durante dos días no consecutivos—, Francia, Irlanda, Japón y el Reino Unido. En síntesis, se estima que se han vendido más de ocho millones de copias de Born This Way desde su debut. Por otro lado, tuvo una recepción positiva de parte de los críticos musicales, quienes elogiaron la gran variedad de sonidos en el álbum y la voz de la cantante. En 2020 el álbum fue incluido en la lista de Los 500 mejores discos de todos los tiempos según la revista Rolling Stone.
Como parte de la promoción, a octubre de 2011 fueron lanzados seis sencillos. El primero de ellos, «Born This Way», tuvo una gran recepción comercial: logró vender en tan solo cinco días un millón de copias y se coronó así como la canción que más rápido lo consigue en la historia de iTunes. Además, alcanzó el número uno en las listas de popularidad de países como Australia, Canadá, los Estados Unidos, Japón y Nueva Zelanda. El segundo sencillo elegido fue «Judas», que entró en el repertorio de los diez más vendidos en 19 países y contó con una buena recepción de la crítica. Tras ser seleccionado como promocional, «The Edge of Glory» se puso a la venta como tercer sencillo del álbum. Logró cosechar un gran éxito en ventas, entrando al Top 10 de la mayoría de los países donde debutó, entre ellos Alemania, Australia, los Estados Unidos, Nueva Zelanda y el Reino Unido. «Yoü and I» se convirtió en el cuarto sencillo de Born This Way, y, tras ello, contó con una recepción comercial positiva, alcanzando el Top 10 en Australia, Austria, Canadá, Estados Unidos, Japón y Nueva Zelanda, entre otros. En septiembre de 2011, se anunció que «Marry the Night» sería el quinto sencillo, y tuvo estreno el 15 de noviembre de 2011 en las radios estadounidenses. Once años después, en noviembre de 2022, «Bloody Mary» se hizo viral en TikTok al usarse en videos del baile de Wednesday Addams en la serie Wednesday (2022). Esto impulsó sus reproducciones y ventas, llevando a Interscope a lanzarla como el sexto sencillo, siendo enviada a las radios y ediciones en formato de vinilo.
Para conmemorar el décimo aniversario del lanzamiento del álbum, Gaga anunció una reedición titulada Born This Way The Tenth Anniversary, la cual fue lanzada el 25 de junio de 2021 e incluyó versiones de seis canciones del álbum interpretadas por artistas como Kylie Minogue, Years & Years y Ben Platt.

## Antecedentes
En una entrevista realizada en marzo de 2010 con MTV del Reino Unido, Gaga declaró que había comenzado a trabajar en su segundo álbum de estudio y dijo al respecto: «Ya está escrito el núcleo del disco, sin duda este es mi mejor trabajo hasta la fecha. El mensaje, las melodías, la dirección, el significado. Es una completa liberación». Según el productor RedOne las canciones «van en contra de lo que cualquier persona pueda esperar» y el álbum en general es «chocante». Gracias a su apoyo, la cantante trabajó con nuevos productores. «Ese sonido sale de ella, y eso lo hace más fácil para otros productores. Su sonido es tan definido que no importa qué gente pueda seguirlo, porque le pertenece» declaró el productor. En una entrevista con The Guardian, la cantante dijo que este nuevo trabajo sería un «himno para nuestra generación» y que ya había escrito el primer sencillo del disco. También añadió:

«He estado trabajando en él durante meses y se siente muy fuerte que ya lo esté terminando. Algunos artistas tardan años en tener preparado un nuevo trabajo: yo escribo música todos los días».
Lady Gaga.

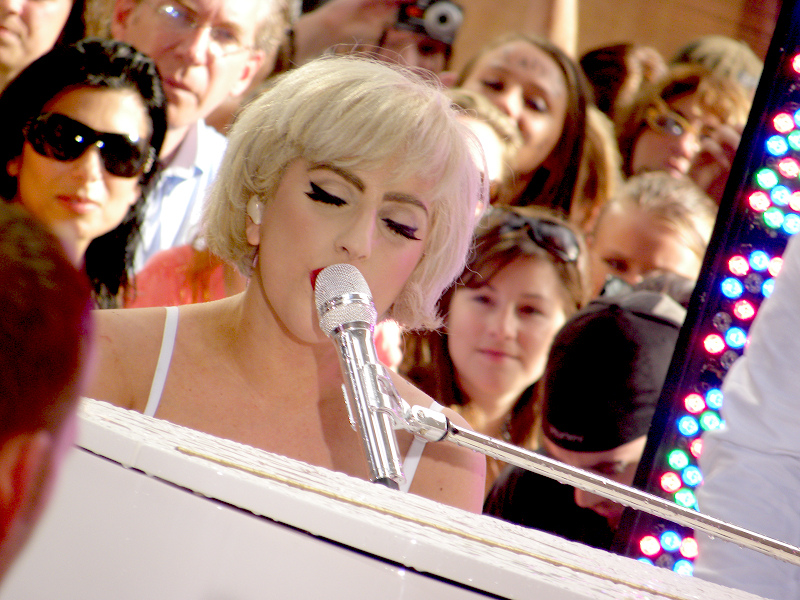
Gaga interpretando «Yoü and I» en Today Show, en 2010.

Originalmente, Gaga aseguró que daría a conocer el nombre del disco a fin de año. Sin embargo, esto no llegó a concretarse, ya que el 12 de septiembre de 2010 al recibir el premio al video del año en los MTV Video Music Awards 2010, la cantante anunció que su segundo álbum de estudio se llamaría Born This Way.

«Se los prometo, nunca los defraudaré. Y no por nada: el álbum está terminado y está realmente muy bueno. Lo que sea que sea esto, lo que sea que ustedes hayan hecho por nosotros... Me comprometo a darles el mejor disco de la década, sólo para ustedes. Lo gracioso es que algunas personas han hecho de la libertad una marca. Ellos piensan que está de moda ahora ser libre. Piensan que está de moda sentirse emocionados por nuestra identidad. Cuando en verdad, no hay nada sobre esa tendencia en Born This Way. [El álbum] es sobre lo que nos quita el sueño y lo que nos da miedo».
Lady Gaga.

En una entrevista con Newsbeat, la cantante confirmó que el primer sencillo del disco iba a ser lanzado en febrero de 2011, y que el álbum llegaría «poco después». DJ White Shadow declaró que Born This Way «no es un álbum de pop, es una obra de arte de la música pop». En una entrevista con la radio Kiss FM, Gaga confirmó que en el disco no habría colaboraciones con otros cantantes. Ella expresó: «quiero pararme sobre mis propios pies. Ya he colaborado con mi mujer favorita del negocio», haciendo referencia a Beyoncé. Por otro lado, Brian May, exguitarrista de Queen, tocó en la canción «Yoü and I» dicho instrumento, mientras que Clarence Clemons participó con su saxofón en «Hair» y «The Edge of Glory».

## Lanzamiento
El 26 de noviembre de 2010, durante un concierto de su gira The Monster Ball Tour en Gdansk, Polonia, la cantante reveló que Born This Way podría contener hasta un máximo de veinte pistas. Asimismo, anunció que la producción musical del disco estaba llegando a su fin. Meses después, en febrero de 2011, durante una entrevista con la revista Vogue, se terminó de confirmar que en total iban a ser incluidas diecisiete canciones, de las cuales catorce pertenecían a la versión estándar del disco. Inicialmente, las otras tres canciones, junto con cinco remixes, iban a ser lanzadas en una edición deluxe exclusiva para Target; sin embargo, Gaga hizo inválido este acuerdo tras enterarse de que Target financió dinero en el grupo Minnesota Forward, un comité de acción política independiente que, a su vez, apoyó a un candidato a gobernador que se oponía al matrimonio homosexual.
Previo a su lanzamiento oficial, el álbum se filtró en Internet el 18 de mayo de 2011. Sin embargo, debido a la violación a los derechos de autor, fue removido rápidamente de Internet. Finalmente, el 23 de mayo de 2011 fue lanzado a nivel mundial Born This Way en dos ediciones: una versión estándar, la cual contiene catorce canciones; la segunda edición del álbum fue la denominada especial, e incluye tres canciones extras y un segundo disco que contiene cinco remixes adicionales. Previo a su estreno oficial, distintas canciones no lanzadas como sencillos fueron publicadas como parte de la promoción del álbum. Los dos primeros temas que se dieron a conocer fueron «Scheiße» y «Government Hooker». Ambos fueron estrenados en forma de remix durante enero y marzo de 2011 respectivamente, durante dos desfiles de moda organizados por Thierry Mugler. Tras un acuerdo entre Gaga y Zynga, se creó GagaVille, una villa dentro del juego de Facebook FarmVille, con el fin de que los jugadores de la aplicación pudieran desbloquear canciones del disco aún inéditas. Al respecto, la cantante comentó «Zynga ha creado un lugar mágico en FarmVille, donde mis fans pueden venir a jugar, y ser los primeros en escuchar el álbum». Finalmente, se estrenaron distintas canciones, entre las que se encuentran «Marry the Night», «Americano» y «Electric Chapel». El 22 de mayo de 2011 a la medianoche, la cantante apareció en la tienda Best Buy para presentar el disco y autografiárselo a los fanáticos presentes. Al respecto, la cantante declaró por micrófono: «Hola a todos. Quiero agradecerles por haber venido hoy y no puedo esperar a darles un beso a cada uno de ustedes».

## Portadas
El 16 de abril de 2011, Gaga publicó en su Twitter la portada de la versión estándar de Born This Way, la cual muestra a la cantante fusionada con una motocicleta, siendo su cabeza la única parte de su cuerpo que aparece. Fue tomada por el fotógrafo Nick Knight y por el equipo de producción de la cantante, la Haus of Gaga. El único texto que aparece en la imagen es el nombre del álbum. Tras su publicación, recibió comentarios negativos por parte de los críticos. Sean Michaels de The Guardian comentó que «se parece más a un trabajo de Photoshop barato que al álbum más esperado del año. Atrás quedaron las gafas de sol futurísticas, los cortes de pelo asimétricos e incluso los cuernos recién promocionados por Gaga. En cambio, [aparece] una moto mutante con los brazos y cabeza de Gaga, además de una tipografía de cromo cursi». También se refirió a varios mensajes de los fanáticos en el foro oficial de Lady Gaga, quienes expresaron su desagrado por la portada. Andrew Martin de Prefix Magazine declaró que parece «un residuo de la última película de Terminator», mientras que Selena Dimania de Neo Club Press la consideró «no demasiado novedosa».
La portada de la edición especial fue lanzada también el 16 de abril de 2011. En ella, se muestra un recorte de la cabeza de Gaga que aparece en la edición estándar. Las palabras «Lady Gaga» y «Born This Way» aparecen en la parte superior de la esquina izquierda; dichas letras fueron escritas con la tipografía Impact, en donde «Lady Gaga» aparece escrito en blanco y «Born This Way» se resalta en negro con un contorno blanco. Por su parte, ninguna de las palabras «especiales» ni «deluxe» aparecen en alguna parte de dicha portada, pues a Gaga no le gustan tales palabras.

## Composición

### Temáticas e influencias
En términos de la composición musical, el álbum fue considerado como un notable alejamiento de los trabajos anteriores de Gaga. En contraste con sus discos anteriores, los cuales fueron compuestos mayormente por géneros como pop, electropop y dance, Born This Way incluye una amplia gama de géneros musicales tales como la ópera, el heavy metal, el rock and roll, el europop, el mariachi, el electro-industrial, el trance, el techno y la música disco. Además de ello, cuenta con una gran variación de instrumentos y estilos musicales, como por ejemplo en «Born This Way», donde se puede apreciar un órgano junto a la voz de la cantante. Gaga buscó inspiración del canto gregoriano, una característica destacada en «Bloody Mary», en la que se puede apreciar durante los coros y el puente un coro masculino repitiendo la palabra «Gaga». «Americano» está compuesta mayormente por guitarras y violines, mientras que en «Bad Kids» es notorio el uso de la guitarra eléctrica. En «Hair» y «The Edge of Glory» se distingue el uso del saxofón, el cual estuvo a cargo de Clarence Clemons.
Durante múltiples entrevistas, la cantante recalcó que para Born This Way fue inspirada por Madonna, Bruce Springsteen y Whitney Houston. Al respecto, comentó durante el documental MTV: Inside the Outside que «Marry the Night» es como «Whitney, imaginen que Bruce Springsteen hubiera tenido un bebé con Whitney Houston. Eso es lo que es». También se presentan influencias por parte de Iron Maiden, Kiss, Queen, TLC, Pat Benatar y En Vogue. El álbum contiene principalmente canciones de música dance de tempo moderado, descritas como «melodías de estilo similar a un himno con un pulso dance realmente repiqueteante». Previo al lanzamiento del disco, Gaga caracterizó a la nueva música como «algo mucho más profundo que una peluca, un lápiz labial o un [maldito] vestido de carne»; el cantante Akon, quien había colaborado con la cantante previamente en la composición de «Just Dance», declaró que el sonido «iba a llevar a la música al siguiente nivel».
Algunas canciones de Born This Way incluyen referencias a varios personajes religiosos del cristianismo, entre los que se encuentran Jesús de Nazaret, María Magdalena y Judas Iscariote. Otras pistas tratan temas sociales del mundo, entre los que se destaca la Ley Arizona SB1070 presente en «Americano», que supone la acción más amplia y estricta contra la inmigración ilegal, y múltiples mensajes de sexualidad, individualismo, igualitarismo, libertad y feminismo. Por otro lado, también se aprecian inspiraciones de ciudades y países; por ejemplo, Gaga afirmó sobre «Scheiße» que escribió la canción luego de una noche de juerga en Berlín, capital de Alemania, declarando que: «Esta canción la escribí justo después de salir de Berlín. Fui al Laboratory club la noche anterior, pasé un buen rato con mis amigos y al día siguiente compuse "Scheiße". Quería decir, mierda, es bueno. Pero también significaba otra cosa, porque esta canción trata acerca de querer ser una mujer fuerte, sin toda la mierda que lo rodea. Tienes que ser valiente y poder con cualquier cosa que se interponga en tu camino. No es la única palabra que conozco, pero me gusta. Es atractiva». Otro ejemplo es «Marry the Night», que, según la cantante, trata sobre ella «volviendo a Nueva York».

### Letras y sonidos
En una entrevista con la revista Metro, Gaga comentó que el álbum es «una respuesta a varias de las preguntas que uno se hace a lo largo de los años: ¿Quién eres?, ¿Qué es lo que te ha pasado en la vida?. El tema fundamental del disco soy yo tratando de entender cómo hacer para vivir así, como vivo yo, como alguien que vive a medio camino entre la fantasía y la realidad todo el tiempo». Hablando sobre el estilo y la composición del álbum, declaró en una entrevista con la BBC News que:

«El álbum es el matrimonio de la música electrónica con las melodías épicas, me atrevo a decir incluso el metal o el rock 'n' roll. Está terminado y estamos ajustando todo; es algo así como la etapa post-operatoria del álbum, donde ya he hecho la cirugía de corazón y ahora sólo hay que coserme de nuevo. Creo que líricamente este álbum es más poético, está realmente escrito por los fans, ellos lo escribieron para mí, porque todas las noches están canalizando tanto en mí, así que
lo escribí por ellos y para ellos. Born This Way es todo acerca de mis pequeños monstruos y yo, la madre monstruo».
Lady Gaga

El álbum se inicia con «Marry the Night», pista escrita y producida por Gaga y Fernando Garibay que homenajea a Nueva York y cuya principal fuente de inspiración es la cantante estadounidense Whitney Houston. Se trata de una canción dance pop con influencias del house, el electropop, el disco, el techno y el funk que se encuentra en un patrón rítmico denominado four-on-the-floor. El segundo tema, «Born This Way», canción que da nombre al álbum, fue producido por la cantante, Jeppe Laursen, Garibay y DJ White Shadow y su composición estuvo a cargo de Gaga y Laursen. Abarca géneros como el dance pop, eurodisco y electropop, y la letra trata, principalmente, sobre el amor y la igualdad en la sociedad, independientemente del color, la sexualidad y las creencias religiosas y que cada persona puede alcanzar sus sueños. La tercera canción de Born This Way, «Government Hooker», fue escrita por Gaga, Garibay y DJ White Shadow, mientras que su producción fue realizada por Gaga y DJ White Shadow, con la colaboración adicional de Garibay y DJ Snake. El tema incluye elementos de música de ópera en su introducción, y abarca los géneros techno, trance y la música industrial que recuerdan a la música dance. Además de presentar influencias rítmicas de hip-hop, su letra hace referencia a una fantasía sexual entre Marilyn Monroe y John F. Kennedy. La cuarta canción y segundo sencillo del álbum es «Judas», la cual habla, tal como su nombre lo indica, de Judas Iscariote y también de Jesús de Nazaret. Gaga declaró que «trata de enamorarse del hombre equivocado, una y otra vez».
La quinta pista de Born This Way, «Americano», es una canción mariachi con influencias del techno y el disco. Compuesta por Lady Gaga, Fernando Garibay, DJ White Shadow y Cheche Alara, y producida por Gaga, Garibay y DJ White Shadow, fue escrita como una respuesta a la ley de inmigración en Arizona, la Ley Arizona SB1070. «Americano» es una canción bilingüe, es decir, Gaga canta en español e inglés. «Hair», la sexta canción y sencillo promocional del álbum, trata sobre la expresión de libertad a través del cabello. En una entrevista con MSN Latinoamérica, Gaga comentó que «tu cabello es tu habilidad de cambiar, ya sea algo psicológico o emocional, o tu ropa, o el maquillaje, lo que sea que quieres cambiar. La canción es para mí una metáfora de "ponte las pelucas y zapatos que quieras hasta encontrar los que mejor te sientan, y luego pelea a muerte por esa identidad por el resto de tu vida"». Escrita y producida por Gaga y RedOne, la canción tiene una melodía dance pop y presenta influencias de artistas y bandas de género de rock y heavy metal, tales como Bruce Springsteen, Iron Maiden y Kiss. Además, cuenta con la participación de Clarence Clemons, quien colabora con el saxofón. «Scheiße», la séptima canción del disco, fue escrita y producida también por Gaga y RedOne. Contiene fragmentos en alemán y presenta un mensaje de feminismo, acompañado de una melodía enfocada en los géneros eurodisco y techno. La octava pista de Born This Way, «Bloody Mary», es una canción con un ritmo relativamente lento, con influencias del trance. Su letra, compuesta por Gaga, Fernando Garibay y DJ White Shadow, contiene múltiples referencias religiosas, y, además, la cantante habla de Bloody Mary, también conocida como Verónica, una leyenda urbana sobre un espíritu que aparece al pronunciar su nombre tres veces frente a un espejo. Tanto en los coros como en el puente, se escucha un coro masculino repitiendo la palabra «Gaga» varias veces. La siguiente canción es «Bad Kids», escrita y producida por Gaga, Garibay, DJ White Shadow y Jeppe Laursen. El tema presenta influencias synthpop de los años 80 y en su instrumentación es notable el uso de la guitarra eléctrica, mientras que su letra habla de la aceptación y celebración de los defectos de uno mismo.
La décima pista de Born This Way, «Highway Unicorn (Road to Love)», es una canción con influencias del cantante estadounidense Bruce Springsteen y que contiene potentes sintetizadores y batería. Esta habla sobre la artista viajando por la carretera sin nada más que un sueño. La undécima pista se llama «Heavy Metal Lover», la cual fue compuesta y producida por Gaga y Garibay. Se trata de una canción que mezcla géneros como el electropop, trance y techno, junto a una letra donde Gaga presenta múltiples metáforas sexuales. La decimosegunda pista del disco, «Electric Chapel», es una canción de géneros pop rock con influencias al heavy metal que utiliza instrumentos musicales como la guitarra eléctrica, el órgano y sintetizadores. De acuerdo con Rolling Stone, la letra «llama [a] la esperanza para el romance monógamo». La canción número trece y cuarto sencillo de Born This Way es «Yoü and I», una balada de géneros rock and roll y country, escrita por Gaga y producida por ella y Robert John «Mutt» Lange. La decimocuarta y última pista de la versión estándar de Born This Way, «The Edge of Glory», es una canción que combina géneros como el dance pop, el electrorock, el blues y el jazz. Cuenta con la participación del saxofonista Clarence Clemons. Fue compuesta por la cantante, DJ White Shadow y Fernando Garibay, y trata, de acuerdo con Gaga, sobre «el último momento en la tierra, el momento de la verdad, el momento antes de salir de la tierra». La edición extendida del disco incluye tres bonus track. Escrita y producida por Gaga y White Shadow, «Black Jesus † Amen Fashion» es una canción pop con influencias de música electrónica de los años 80 que presenta numerosas referencias a la moda, a la religión y a la cultura de neoyorquina; de acuerdo con Gaga, la canción es «sobre cómo ponerse un nuevo espíritu es tan fácil como ponerse a la moda». Ha sido comparada con trabajos hechos por Madonna y Justice. «Fashion of His Love», el segundo bonus, es un tema pop con influencias del dance ochentero que habla sobre conquistar nuestras inseguridades amorosas y comenzar una relación seria. Además, fue inspirado por el diseñador de modas Alexander McQueen. Por último, «The Queen» es un tema disco-pop donde se destaca el uso de campanas y guitarras eléctricas en su instrumentación. La cantante y Garibay compusieron y produjeron estas dos últimas pistas extras.

## Recepción
| Fuente               | Calificación |
| -------------------- | ------------ |
| Allmusic             | [ 118 ]      |
| Artistdirect         | [ 119 ]      |
| BBC Music            | Favorable    |
| Chicago Tribune      | [ 121 ]      |
| Entertainment Weekly | B+           |
| Expert Witness       | A−           |
| Los Angeles Times    | No favorable |
| MusicOMH             | [ 125 ]      |
| NME                  | 8/10         |
| PopMatters           | [ 126 ]      |
| Rolling Stone        | [ 127 ]      |
| Slant Magazine       | [ 128 ]      |
| Spin                 | 8/10         |
| The Guardian         | [ 130 ]      |
| The Independent      | [ 131 ]      |
| The Telegraph        | Favorable    |
| The Village Voice    | Mixto        |

### Comentarios de la crítica
El álbum obtuvo revisiones mayormente positivas por parte de los críticos musicales, acumulando un total de 71 puntos sobre 100 sobre la base de sus críticas, de acuerdo con Metacritic. Stephen Thomas Erlewine del sitio web Allmusic presentó una reseña positiva del disco, comentando que «era inevitable que Born This Way fuera una intensificación de The Fame, era inevitable que Gaga se aventuraría donde otros no se atreven, era inevitable que fuera más grande que ningún otro disco lanzado en 2011, en escala y éxito. Ese pulso insistente de eurodisco es tan persistente que da una sensación de anticlímax tras escuchar Born This Way por primera vez y darse cuenta de que Lady Gaga ha canalizado sus mayores ambiciones en su mensaje y no en su música». Dan Martin de la revista británica NME calificó al disco con ocho de diez puntos y argumentó que «se trata de un torrente incesante de heavy-metal-rave-pop. Por lo menos es un triunfo de la ingeniería de sonido». Sal Cinquemani del sitio web estadounidense Slant Magazine calificó al álbum con cuatro de cinco estrellas y opinó que «no hay nada pequeño de este álbum, y Gaga se desgañita cantando cada uno de los temas». Arturo Puescas del sitio web Terra declaró que «es un álbum voluminoso, con demasiadas ambiciones y pretensiones». James Montgomery de MTV elogió al disco y comentó: «mi primera impresión es la siguiente: Born This Way es un gran álbum, indisculpablemente enorme. Es valiente y audaz, e incluso un poco tonto a veces, pero Gaga lo hace funcionar». El crítico Rob Sheffield de la revista Rolling Stone dio una nota positiva del álbum, calificándolo con 4 de 5 estrellas y comentando que:

«Born This Way tiene todos los ritmos electrónicos y los coros eurodance que logró The Fame Monster. Pero la sorpresa es la forma en la que Gaga saquea canciones de Bon Jovi, Pat Benatar y Eddie Mony de su niñez. Lo que hace que Born This Way sea tan genial es que Gaga suena cálida y humana, no hay ni un solo momento del disco en el que la música no esté llena de detalles emocionales. A Gaga le encantan las declaraciones fuertes por la misma razón que ama el pop dance y las guitarras de metal, porque las escucha como ecos de su corazón retorcido de rock and roll. Ese es el logro de Born This Way. Mientras más excesiva sea Gaga, más honesta suena».
Rob Sheffield, redactor de Rolling Stone.

Por otro lado, la revista Rolling Stone de España dio una crítica negativa del álbum, comentando que «es tosco y precipitado. Lo que podría ser divertido queda en caricaturesco», y resaltó que «tiene su talento musical». El crítico Diego Mancusi, de la versión argentina de Rolling Stone, calificó al disco con tres de cinco estrellas y comentó que Born This Way  es «pura épica sintetizada ochentosa, zarpada en gancho y melodía, con ubicuo bombo en negras, ideal para canturrear en un inglés de mierda tanto en el asiento de un auto-tuning como en una disco que exude glamour». Kitty Empire del periódico británico The Observer dio una crítica mixta del álbum, afirmando que «abarca grandes y eternos temas estadounidenses —la libertad, el romance de la carretera, "el jefe" e incluso Neil Young— a través del puntiagudo prisma de la decadente música dance europea». Gerardo Gonzáles de La Nación publicó una reseña positiva del disco, comentando que en Born This Way «dominan los ritmos electrónicos y piezas bailables». Por otro lado, el redactor Chris Richards de The Washington Post encontró al álbum «aburrido» y declaró:

«Born This Way es un álbum oscuro, denso y agresivo, pero musicalmente, se siente conservador y predecible. Y, en su peor momento, parece los restos recalentados de alguna banda sonora de las películas de los años 80. Gaga sigue siendo una cantante pop, y parece haber olvidado que los cantantes pop cazan más moscas con miel que con tonos inspirados en Depeche Mode.
Chris Richards, redactor de The Washington Post.

James Reed de The Boston Globe declaró que el álbum es «una decepción», y agregó que «para cualquier otra estrella pop, [el] dance hubiera sido suficiente. Para una estrella tan agrandada como Lady Gaga, Born This Way es decepcionante, hasta depresivo». El crítico Andy Gill de The Independent calificó al disco con 3 de cinco estrellas y, a pesar de felicitar el rango vocal de la cantante, criticó la diversidad de temáticas dentro del disco. El sitio web La Vanguardia dio una crítica positiva al disco, argumentando que es «un viaje en moto que convierte la mística católica en material de discoteca, tras empaparse de los ritmos de un bar de carretera texano, de los brillos del mítico Studio 54 neoyorquino y del dubstep de un moderno club berlinés». El escritor y crítico estadounidense Robert Christgau, en su reseña para Expert Witness, otorgó al disco una «A-», argumentando que: «Antes que nada, evita la "edición especial". De las tres canciones adicionales, sólo "The Queen" sería un lado B decente y las remezclas son innecesarias, como siempre. No está a la altura de The Fame o The Fame Monster. Pero esos dos continúan creciendo y con su ímpetu demente y sus temáticas chifladas, este también podría».

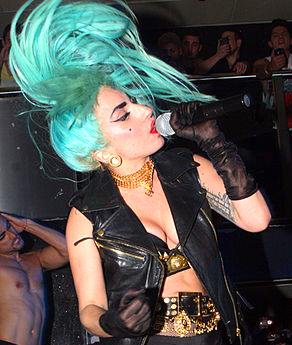
La cantante promocionando el disco en julio de 2011.

### Desempeño comercial
Born This Way logró un considerable éxito en diversas partes del mundo, convirtiéndose en número 1 en 30 países. Se estima que desde su debut, ha vendido casi seis millones de unidades.
En América del Norte, el álbum cosechó un gran éxito. En los Estados Unidos, logró vender 1 108 000 copias en su primera semana, debutando así como un éxito número uno en la lista Billboard 200; de esta manera, la cantante obtuvo su primer álbum en dicha posición y, paralelamente, el disco con mejores ventas en su semana debut del año 2011. Después de Oops!... I Did It Again de Britney Spears (2000) y Red de Taylor Swift (2012), Gaga es la tercera artista con mayor cantidad de ventas durante su semana inicial. En total, las ventas digitales fueron de 662 000 copias, lo que, hasta ese entonces, representó la mayor cantidad de álbumes vendidos en dicho formato durante una semana. No obstante, Nielsen SoundScan estimó que 440 mil copias de ellas fueron vendidas en la tienda Amazon, la que puso en oferta de sólo 99 centavos al disco durante sus dos días no consecutivos a la venta. Durante su segunda semana en los Estados Unidos, permaneció en el primer puesto con 174 000 copias vendidas, lo que representó una caída de ventas de un 84 % respecto de su anterior semana, convirtiéndose así en el álbum con mayor descenso de los diecisiete álbumes que para entonces habían vendido más de un millón de copias en sus respectivas primeras semanas en el país. En 2012, Madonna superó el récord con MDNA, que tuvo una caída de 96 %. Al 7 de octubre de 2011, Nielsen Soundscan informó que Born This Way vendió 1 827 000 copias en los Estados Unidos. Hasta el 25 de febrero de 2018, había vendido 2.42 millones de copias en los Estados Unidos. Por otro lado, debutó en el décimo puesto del conteo Dance/Electronic Albums debido a su venta en tiendas no oficiales, y, tras ser lanzado oficialmente, ascendió al primer puesto, convirtiéndose en el cuarto álbum número uno de la cantante, tras The Fame, The Fame Monster y The Remix. De igual manera, en Canadá, debutó en el primer puesto del Canadian Albums Chart tras vender 81 000 copias. De esta manera, se convirtió en el álbum con mayor cantidad de ventas durante su primera semana en 2011. A la edición siguiente del conteo publicado por la revista Billboard logró mantenerse en el número uno, siendo esta su última semana como tal. Tras todo, fue certificado como cuatro discos de platino por la Canadian Recording Industry Association (CRIA), por la venta de 320 000 copias.
| «Me siento muy honrada de tener las ventas más altas durante una primera semana del 2011 en el Reino Unido. Para el Reino Unido, gracias por creer en mí». —Lady Gaga con respecto a las ventas del álbum en el Reino Unido. |

En Europa, el álbum tuvo una aceptable recepción. En Francia, logró debutar en el primer puesto de la lista publicada por la SNEP con más de 55 050 copias vendidas, de las cuales 48 251 fueron físicas y 6808 digitales. Dichas ventas digitales lograron batir el récord de mejores ventas en una semana desde Muse con The Resistance, el cual había logrado vender 6000 copias digitales en 2009. Por otro lado, en el Reino Unido, Born This Way debutó, durante la semana del 4 de junio de 2011, directamente en el número uno, tras lograr vender 215 000 copias, las cuales lo convirtieron en el disco con mejores ventas durante su primera semana de 2011. Durante su segunda semana en el Reino Unido, el álbum permaneció en el número 1 del UK Albums Chart. A la siguiente edición, el disco descendió al tercer puesto, donde se mantuvo durante dos semanas consecutivas. No obstante, de acuerdo con la edición del 2 de julio de 2011, la cual equivale a su quinta semana en la lista de álbumes distribuida por The Official Charts Company, Born This Way ascendió nuevamente al número uno con más de 47 183 copias vendidas, quitándole el puesto a Progress de Take That. Hasta junio de 2021, Born This Way había vendido 1.05 millones de unidades en el Reino Unido, divididas en 794 mil copias físicas, 198 mil descargas y 56 mil en equivalencia de streaming. Al igual que en dichas regiones, se posicionó en el primer puesto en países como Alemania, Austria, las regiones flamenca y valona de Bélgica, Dinamarca, Irlanda, Italia, Noruega, Suecia y Suiza, entre otros. En España y Finlandia logró alcanzar el segundo puesto, mientras que llegó al quinto en los Países Bajos.
Por otro lado, en Oceanía, Born This Way obtuvo una buena recepción desde su lanzamiento. En Australia, debutó directamente en el primer puesto del Australian Albums Chart, donde permaneció en total dos semanas como tal. Gracias a ello, la Australian Recording Industry Association (ARIA) le otorgó dos discos de platino por la venta de 140 000 copias en el país. De igual manera sucedió en Nueva Zelanda, donde también debutó en el primer puesto del conteo de álbumes. Así, se convirtió en el segundo álbum de la cantante que debuta en dicha posición, tras The Fame Monster. En la misma semana debut, fue reconocido como disco de platino por la RIANZ, tras vender 15 000 copias.

## Promoción

### Interpretaciones en directo

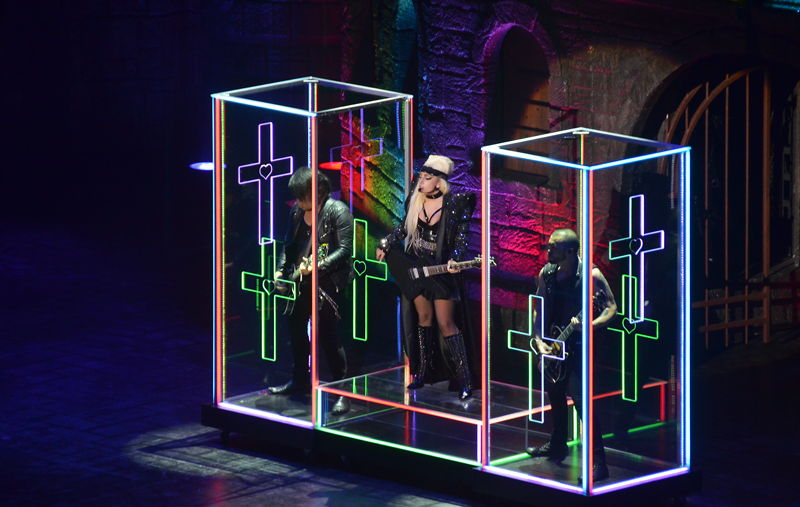
Gaga cantando «Electric Chapel» en la gira The Born This Way Ball de 2012.

La promoción del disco comenzó el 13 de febrero de 2011, cuando Gaga interpretó «Born This Way» por primera vez en los premios Grammy. A partir del 19 de febrero de 2011, comenzó a cantar la canción en su gira The Monster Ball Tour, haciendo de esta el cierre del concierto. El 17 de abril de 2011, Gaga interpretó «Judas» en un club nocturno llamado Kennedy Lounge, que se encuentra en la ciudad de Tampa, Florida, luego del show de su gira The Monster Ball Tour en St. Pete Times Forum, y luego, el 29 de abril de 2011, cantó la canción en el programa de televisión estadounidense The Ellen DeGeneres Show, donde apareció vestida con un traje de látex azul con una capa que cubría su cabeza, haciendo referencia a María Magdalena.
El 3 de mayo de 2011, Gaga presentó, durante su presentación con el The Monster Ball Tour en Guadalajara, México, la canción «Americano» en versión a capela. El 5 de mayo de 2011, interpretó «Yoü and I» y «Born This Way» en el programa de televisión estadounidense The Oprah Winfrey Show. En dicha presentación, la cantante utilizó un piano en forma de tacón de color dorado y presentó la versión definitiva de «Yoü and I», que, a diferencia de sus presentaciones previas de la canción, tuvo una mayor duración y reveló fragmentos de letra hasta ese momento desconocidos. El 21 de mayo de 2011, Gaga cantó los tres primeros sencillos del álbum, «The Edge of Glory», «Born This Way» y «Judas», en el programa de televisión estadounidense Saturday Night Live. El 27 de mayo, durante el Summer Concert Series del programa de televisión Good Morning America, la cantante interpretó «The Edge of Glory», «Judas», «Hair» y «Born This Way». El 9 de junio de 2011, Gaga se presentó en la final de Germany's Next Top Model, la cual fue llevada a cabo en la arena Lanxess en Colonia, Alemania. Allí, interpretó un fragmento de «Scheiße», «Born This Way» en el piano y, tras ello, comenzó a caminar a lo largo de la pasarela mientras cantaba «The Edge of Glory».

### The Born This Way Ball
The Born This Way Ball es la tercera gira musical de Gaga, con la finalidad de promocionar el álbum del mismo nombre. La misma comenzó el 27 de abril de 2012 en Seoul, Corea del Sur, la cual recorrió Europa, Oceanía, y por primera vez para la cantante América del Sur en 2012, y América del Norte durante el 2013. En el mismo, Gaga interpreta todas las canciones de Born This Way, incluyendo las pistas extras de la edición de lujo, y canta además los sencillos de sus previos trabajos.

### Sencillos

Lady Gaga interpretando por primera vez «Born This Way» en el Monster Ball Tour, en su concierto del 19 de febrero de 2011 en Atlantic City.

El primer sencillo estrenado fue «Born This Way», lanzado mundialmente el 11 de febrero de 2011. La canción tuvo una buena recepción por parte de la crítica, a pesar de ser comparada con «Express Yourself» (1989) de Madonna. Respecto a su desempeño comercial, «Born This Way» se convirtió en un rotundo éxito rápidamente en todo el mundo, llegando a vender más de un millón de copias en la tienda de iTunes en tan solo cinco días, y alcanzando el número uno en más de 19 países. En los Estados Unidos, se convirtió en la canción número 1000 que logra llegar al primer puesto, además de romper récords de ventas digitales y de radios durante sus tres primeros días a la venta. Por su parte, su video musical fue ideado por la cantante y dirigido por el fotógrafo Nick Knight. El 14 de febrero de 2011 fue anunciado que el segundo sencillo del disco sería «Judas». Meses después, a raíz de filtraciones en Internet, la canción fue estrenada el 15 de abril de 2011 a nivel mundial. «Judas» recibió comentarios positivos de la crítica, quienes elogiaron su puente musical y la compararon con su anterior éxito, «Bad Romance» (2009). Inicialmente contó con una buena recepción comercial, alcanzando el Top 10 en más de 21 países donde entró, pero, a pesar de ello, se convirtió en uno de los sencillos con menos éxito de la cantante. El video musical de «Judas» fue dirigido por Gaga y Laurieann Gibson; contó con la participación del actor Norman Reedus en el papel de Judas Iscariote y Rick Gonzalez interpretó a Jesús de Nazaret, mientras que la cantante hizo de María Magdalena. Tras su estreno el 5 de mayo, obtuvo comentarios positivos, e incluso fue nominado y galardonado en múltiples ocasiones a Mejor video musical en ceremonias de premiación como los MuchMusic Video Awards, Q Awards, People's Choice Awards, entre otros.
El 9 de mayo de 2011, «The Edge of Glory» fue lanzada como sencillo promocional del álbum en formato digital. A raíz del temprano éxito que cosechó, Interscope decidió que sería el tercer sencillo de Born This Way, siendo enviado a las radios estadounidenses el 17 de mayo de 2011. El tema recibió elogios por parte de los críticos, quienes lo consideraron un punto sobresaliente del álbum. Por otro lado, logró posicionarse en el repertorio de los diez más vendidos en todos los países donde ingresó, quedando fuera únicamente en Finlandia y Suecia. En torno a su video musical, sucedieron distintas cosas. En un principio, iba a ser dirigido por Joseph Kahn, pero un enfrentamiento durante el rodaje provocó el despido del director. Tras todo, fue estrenado el 16 de junio de 2011 en el programa de televisión estadounidense So You Think You Can Dance y VEVO. A finales de julio de 2011 la cantante confirmó que el cuarto sencillo elegido era «Yoü and I», y que su lanzamiento sería el 23 de agosto de 2011. Al igual que sus antecesores, contó con una recepción positiva por parte de la crítica, siendo apreciada por su composición musical. Habiendo debutado en distintos países con el lanzamiento del álbum, el sencillo logró una recepción comercial buena, siendo Top 10 en Australia, Austria, Canadá, Estados Unidos, Japón, Nueva Zelanda y otros. Su video musical, dirigido por Laurieann Gibson, tuvo estreno el 16 de agosto de 2011; en el aparecen distintos personajes como Jo Calderone, el alter ego masculino de la cantante, y Yüyi, la sirena interpretada por Gaga. Tras la confirmación de la cantante, «Marry the Night» fue lanzada como el quinto sencillo de Born This Way el 15 de noviembre de 2011, tras su estreno en las radios estadounidenses. 
En noviembre de 2022, «Bloody Mary» se volvió viral después de que una versión acelerada de la canción fuera utilizada en videos de TikTok que mostraban el baile de Wednesday Addams, interpretado por la actriz Jenna Ortega en la serie de Netflix Wednesday (2022), y sus recreaciones por parte de fans. Dichos videos se originaron a partir de un clip en el que Addams baila al ritmo de la canción «Goo Goo Muck» (1981) de The Cramps, pero con el audio reemplazado por «Bloody Mary». Todo esto provocó rápidamente un gran aumento en las reproducciones y ventas de la canción, por lo Interscope Records decidió lanzarla como sencillo y distribuirlo través de las radios y la venta de discos de vinilos, entre otros formatos como la descarga digital y en CD. El 17 de enero de 2023, la canción fue enviada a las radios pop en Estados Unidos, y el 30 de enero a estaciones de radio de música contemporánea para adultos. El 15 de marzo de 2023, Universal Music lanzó «Bloody Mary» en formato de disco de vinilo con algunas de las letras grabadas en la superficie, seguido por un lanzamiento en CD el 5 de mayo. Otra versión en vinilo de doce pulgadas, titulada «Glow in the Dark», fue lanzada para Halloween de 2023.

### Sencillos promocionales

Gaga interpretando «Hair», en un piano cubierto de pelucas, durante el programa Good Morning America.

Semanas previas al lanzamiento de Born This Way, fueron lanzados dos sencillos promocionales: «The Edge of Glory» y «Hair». El primero de ellos fue lanzado digitalmente en iTunes el 9 de mayo de 2011, pero luego se convirtió en sencillo oficial del disco. Por otro lado, el segundo sencillo promocional estrenado fue «Hair», el cual fue puesto a la venta en iTunes el 16 de mayo de 2011. Tras ello, recibió comentarios positivos por parte de la crítica, quienes apreciaron el mensaje de la canción. Además, contó con una recepción comercial positiva, entrando en las listas de la mayoría de los países del mundo. 
De manera concreta, en el Reino Unido, la canción debutó en el número 13 del UK Singles Chart. Con ello, Gaga se convirtió en la primera artista femenina en 50 años que logra tener cuatro canciones en el Top 20, junto con «Born This Way», «Judas» y «The Edge of Glory». En Estados Unidos, logró debutar en la posición número 12 del conteo Billboard Hot 100, con 147 000 copias digitales vendidas, las cuales, paralelamente, hicieron debutar a la canción en el puesto número 5 de la lista Digital Songs. Además, logró entrar al repertorio de los diez más vendidos en Italia, Noruega, España, Nueva Zelanda y Escocia.

## Controversias

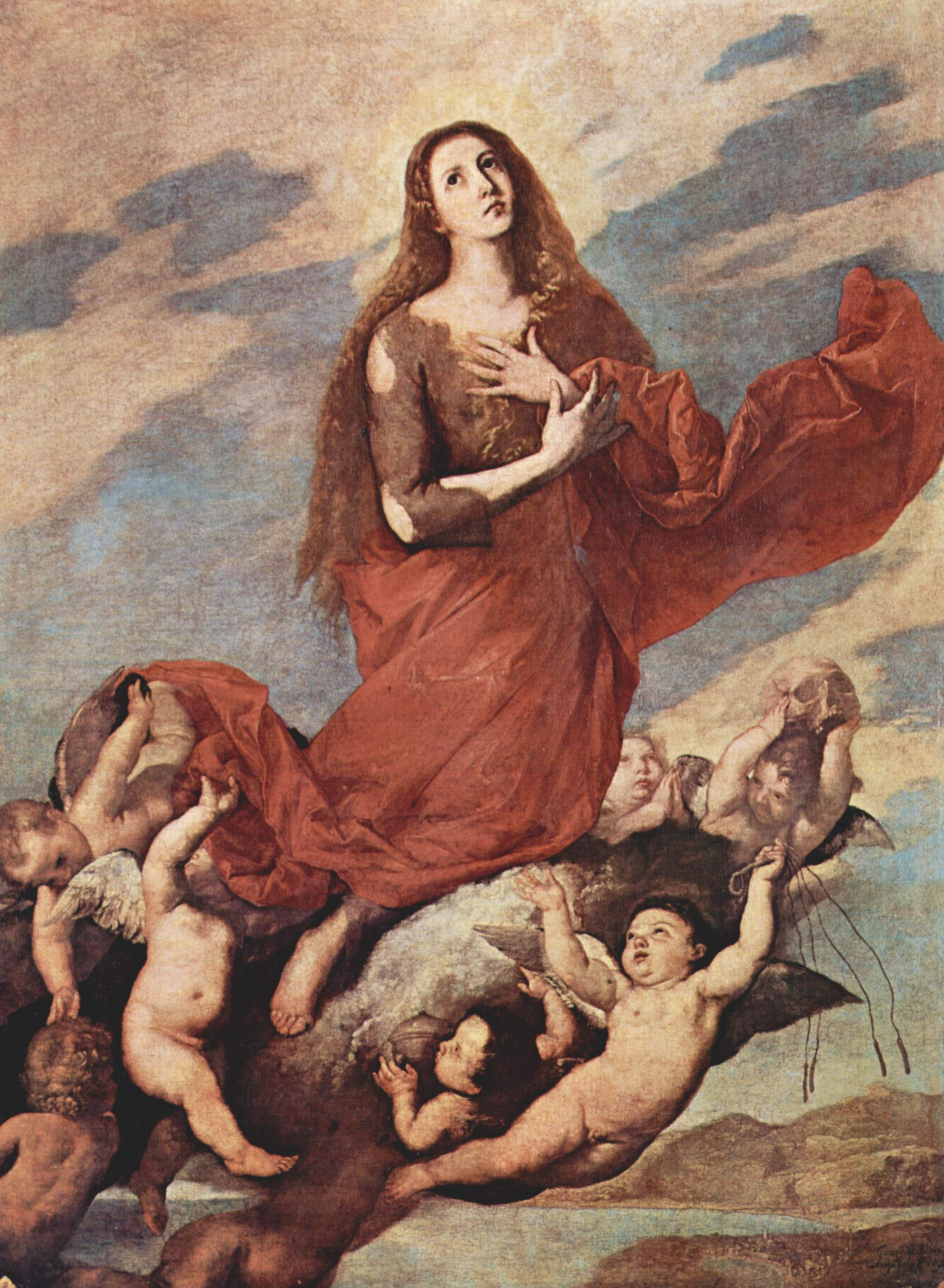
Gaga recibió muchas críticas por haber encarnado a María Magdalena en el video de «Judas». En la imagen, María Magdalena en un cuadro de José de Ribera.

Varios grupos religiosos han criticado al álbum y sus canciones a raíz de la incorporación de temas e iconos de la religión del cristianismo y sobre su postura respecto de la sexualidad. En el Líbano, país de Oriente Próximo, Born This Way fue censurado temporalmente por el departamento de Secretaría General, quien considera que el disco es «de mal gusto» y que se «burla del cristianismo». A raíz de ello, el resultado en el país fue negativo. Miles de copias del álbum fueron enviados para su venta, pero fueron interceptadas y confiscadas de inmediato por las autoridades. Abdo Abu Kassm, director del Centro de información católica del Líbano, manifestó su desagrado respecto a las temáticas que trata el álbum, argumentando que «si nos van a ofender vamos a cancelar el álbum […] No aceptaremos que nadie insulte a la Virgen María, o a Jesús o al cristianismo […] Llámennos tradicionales, llámennos retrasados, llámennos como quieran. No lo aceptaremos». Finalmente, la censura expiró el 9 de junio de 2011.
De igual manera, tanto la canción como el video musical de «Judas» fueron ampliamente comentados. William A. Donohue, presidente de la Liga Católica por Derechos Religiosos y Civiles en los Estados Unidos, criticó a la cantante tras representar a María Magdalena en el video del sencillo. En una entrevista concedida a Hollywood Life, Donohue expresó su descontento hacia la atención de Gaga con Judas Iscariote y María Magdalena, denominándola «cada vez más irrelevante» en comparación con personas con «real talento». Además de ello, mostró su desagrado respecto a la fecha de estreno de la canción, el cual fue realizado durante Semana Santa y Pascua. Poco después de su lanzamiento, fue censurada en el Líbano. Al respecto, la cantante declaró que «creo que molesta el personaje de Judas, que a un cristiano le da miedo. Nadie ha dicho que solo los sacerdotes o las monjas tengan derecho a expresar una opinión sobre los Evangelios. El artista tiene pleno derecho a usar simbolismos religiosos para llevar un mensaje. Mi video habla del perdón, justo como Jesús perdonó a Judas, quien sabía con anterioridad que él lo había traicionado. Me parece extraño que la Iglesia se haya sentido ofendida por este concepto».
Por otro lado, la canción que da nombre al álbum, «Born This Way», fue censurada en Malasia, país ubicado en el sureste de Asia, ya que su letra se refiere a la comunidad LGBT. Ello surge a raíz del fragmento No matter gay, straight or bi, lesbian, transgendered life, I'm on the right track, baby —en español: «No importa si eres gay, hetero o bisexual, lesbiana o transexual, estoy en el camino correcto, cariño»—. La censura se debió a que en el país no se debe «ofender al oyente con el mensaje de aceptación. No se debe publicitar un estilo de vida que no corresponde con los valores de su país», ya que si no serán multados por el gobierno. En una entrevista con The Associated Press, un operador de AMP Radio Networks comentó que «la canción en particular se puede considerar como ofensiva si se compara con las creencias religiosas y sociales en Malasia. La cuestión de ser gay, lesbiana o bisexual todavía se considera como tabú por los malayos en general». Al respecto, la cantante declaró que «los jóvenes malayos quieren escuchar la canción completa en la radio, deben hacer todo lo que puedan si quieren ser liberados por su sociedad».
Sin embargo, no todos los grupos religiosos respondieron negativamente ante la temática del álbum. Un ejemplo de ellos fue Helen Lee, de Busted Halo, quien opinó que Gaga fue «difundiendo las buenas nuevas de Jesucristo, ya sea intencionalmente o no». Continuó diciendo que «sus puntos de vista sobre el celibato, fuerza personal e individualidad son sin duda admirables; y mucho más convincente es lo que tiene que decir acerca de la naturaleza humana y el sufrimiento humano».

## Lista de canciones
- Edición estándar

| Born This Way |                                  |                                                              |                                                              |          |  |
| N.º           | Título                           | Escritor(es)                                                 | Productor(es)                                                | Duración |  |
| 1.            | «Marry the Night»                | Lady Gaga y Fernando Garibay                                 | Lady Gaga y Fernando Garibay                                 | 4:24     |  |
| 2.            | «Born This Way»                  | Lady Gaga y Jeppe Laursen                                    | Lady Gaga, Fernando Garibay, DJ White Shadow y Jeppe Laursen | 4:20     |  |
| 3.            | «Government Hooker»              | Lady Gaga, Fernando Garibay y DJ White Shadow                | Lady Gaga, DJ White Shadow, DJ Snake* y Fernando Garibay*    | 4:14     |  |
| 4.            | «Judas»                          | Lady Gaga y RedOne                                           | RedOne y Lady Gaga                                           | 4:09     |  |
| 5.            | «Americano»                      | Lady Gaga, Fernando Garibay, DJ White Shadow y Cheche Alara  | Lady Gaga, Fernando Garibay y DJ White Shadow                | 4:06     |  |
| 6.            | «Hair»                           | Lady Gaga y RedOne                                           | Lady Gaga y RedOne                                           | 5:08     |  |
| 7.            | «Scheiße»                        | Lady Gaga y RedOne                                           | Lady Gaga y RedOne                                           | 3:45     |  |
| 8.            | «Bloody Mary»                    | Lady Gaga, Fernando Garibay y DJ White Shadow                | Lady Gaga, DJ White Shadow, Fernando Garibay* y DJ Snake*    | 4:04     |  |
| 9.            | «Bad Kids»                       | Lady Gaga, Fernando Garibay, DJ White Shadow y Jeppe Laursen | Lady Gaga, Fernando Garibay, DJ White Shadow y Jeppe Laursen | 3:50     |  |
| 10.           | «Highway Unicorn (Road to Love)» | Lady Gaga, RedOne, Fernando Garibay y DJ White Shadow        | Lady Gaga, RedOne, Fernando Garibay y DJ White Shadow        | 4:15     |  |
| 11.           | «Heavy Metal Lover»              | Lady Gaga y Fernando Garibay                                 | Lady Gaga y Fernando Garibay                                 | 4:12     |  |
| 12.           | «Electric Chapel»                | Lady Gaga y DJ White Shadow                                  | Lady Gaga y DJ White Shadow                                  | 4:12     |  |
| 13.           | «Yoü and I»                      | Lady Gaga                                                    | Lady Gaga y Robert Lange                                     | 5:07     |  |
| 14.           | «The Edge of Glory»              | Lady Gaga, Fernando Garibay y DJ White Shadow                | Lady Gaga y Fernando Garibay                                 | 5:20     |  |
| 61:12         |                                  |                                                              |                                                              |          |  |

| Bonus tracks |                                     |                           |               |          |  |
| N.º          | Título                              | Escritor(es)              | Productor(es) | Duración |  |
| 15.          | «Born This Way» (Jost & Naaf Remix) | Lady Gaga y Jeppe Laursen | Jost & Naaf   | 5:58     |  |

| Bonus tracks |                                         |                           |               |          |  |
| N.º          | Título                                  | Escritor(es)              | Productor(es) | Duración |  |
| 15.          | «Born This Way» (Jost & Naaf Remix)     | Lady Gaga y Jeppe Laursen | Jost & Naaf   | 5:58     |  |
| 16.          | «Born This Way» (LLG vs. GLG Radio Mix) | Lady Gaga y Jeppe Laursen | Guéna LG      | 3:50     |  |

- Edición especial

| Born This Way — Disco No. 001 |                                  |                                                              |                                                              |          |  |
| N.º                           | Título                           | Escritor(es)                                                 | Productor(es)                                                | Duración |  |
| 1.                            | «Marry the Night»                | Lady Gaga y Fernando Garibay                                 | Lady Gaga y Fernando Garibay                                 | 4:24     |  |
| 2.                            | «Born This Way»                  | Lady Gaga y Jeppe Laursen                                    | Lady Gaga, Fernando Garibay, DJ White Shadow y Jeppe Laursen | 4:20     |  |
| 3.                            | «Government Hooker»              | Lady Gaga, Fernando Garibay y DJ White Shadow                | Lady Gaga, DJ White Shadow, DJ Snake* y Fernando Garibay*    | 4:14     |  |
| 4.                            | «Judas»                          | Lady Gaga y RedOne                                           | RedOne y Lady Gaga                                           | 4:09     |  |
| 5.                            | «Americano»                      | Lady Gaga, Fernando Garibay, DJ White Shadow y Cheche Alara  | Lady Gaga, Fernando Garibay y DJ White Shadow                | 4:06     |  |
| 6.                            | «Hair»                           | Lady Gaga y RedOne                                           | Lady Gaga y RedOne                                           | 5:08     |  |
| 7.                            | «Scheiße»                        | Lady Gaga y RedOne                                           | Lady Gaga y RedOne                                           | 3:45     |  |
| 8.                            | «Bloody Mary»                    | Lady Gaga, Fernando Garibay y DJ White Shadow                | Lady Gaga, DJ White Shadow, Fernando Garibay* y DJ Snake*    | 4:04     |  |
| 9.                            | «Black Jesus † Amen Fashion»     | Lady Gaga y DJ White Shadow                                  | Lady Gaga y DJ White Shadow                                  | 3:36     |  |
| 10.                           | «Bad Kids»                       | Lady Gaga, Fernando Garibay, DJ White Shadow y Jeppe Laursen | Lady Gaga, Fernando Garibay, DJ White Shadow y Jeppe Laursen | 3:50     |  |
| 11.                           | «Fashion of His Love»            | Lady Gaga y Fernando Garibay                                 | Lady Gaga y Fernando Garibay                                 | 3:39     |  |
| 12.                           | «Highway Unicorn (Road to Love)» | Lady Gaga, RedOne, Fernando Garibay y DJ White Shadow        | Lady Gaga, RedOne, Fernando Garibay y DJ White Shadow        | 4:15     |  |
| 13.                           | «Heavy Metal Lover»              | Lady Gaga y Fernando Garibay                                 | Lady Gaga y Fernando Garibay                                 | 4:12     |  |
| 14.                           | «Electric Chapel»                | Lady Gaga y DJ White Shadow                                  | Lady Gaga y DJ White Shadow                                  | 4:12     |  |
| 15.                           | «The Queen»                      | Lady Gaga y Fernando Garibay                                 | Lady Gaga y Fernando Garibay                                 | 5:17     |  |
| 16.                           | «Yoü and I»                      | Lady Gaga                                                    | Lady Gaga y Robert Lange                                     | 5:07     |  |
| 17.                           | «The Edge of Glory»              | Lady Gaga, Fernando Garibay y DJ White Shadow                | Lady Gaga y Fernando Garibay                                 | 5:20     |  |
| 73:39                         |                                  |                                                              |                                                              |          |  |

| Born This Way — Disco No. 002 |                                                |                              |                              |          |  |
| N.º                           | Título                                         | Escritor(es)                 | Productor(es)                | Duración |  |
| 1.                            | «Born This Way» (The Country Road Version)     | Lady Gaga                    | Lady Gaga y Fernando Garibay | 4:21     |  |
| 2.                            | «Judas» (DJ White Shadow Remix)                | Lady Gaga y RedOne           | DJ White Shadow              | 4:07     |  |
| 3.                            | «Marry the Night» (Zedd Remix)                 | Lady Gaga y Fernando Garibay | Fernando Garibay             | 4:20     |  |
| 4.                            | «Scheiße» (DJ White Shadow Mugler)             | Lady Gaga y RedOne           | DJ White Shadow              | 9:35     |  |
| 5.                            | «Fashion of His Love» (Fernando Garibay Remix) | Lady Gaga                    | Fernando Garibay             | 3:44     |  |
| 23:28                         |                                                |                              |                              |          |  |

| Bonus tracks |                                     |                           |               |          |  |
| N.º          | Título                              | Escritor(es)              | Productor(es) | Duración |  |
| 6.           | «Born This Way» (Jost & Naaf Remix) | Lady Gaga y Jeppe Laursen | Jost & Naaf   | 5:58     |  |

| Bonus tracks |                                         |                           |               |          |  |
| N.º          | Título                                  | Escritor(es)              | Productor(es) | Duración |  |
| 6.           | «Born This Way» (Jost & Naaf Remix)     | Lady Gaga y Jeppe Laursen | Jost & Naaf   | 5:58     |  |
| 7.           | «Born This Way» (LLG vs. GLG Radio Mix) | Lady Gaga y Jeppe Laursen | Guéna LG      | 3:50     |  |

Notas
- «*» indica coproductor de la canción
- «Yoü and I» contiene samples de «We Will Rock You» de Queen

### Otros formatos
- Edición limitada USB Drive

- Born This Way edición especial — Disco No. 001 (17 canciones)
- «Born This Way» (UK Desi Hits Remix)
- «Judas» (Desi Hits! Salim & Sulaiman Remix)
- «Judas» (Thomas Gold Remix)
- «The Edge of Glory» (Electrolightz Remix)
- «The Edge of Glory» (Cahill Major Radio Mix)
- «Government Hooker» (DJ White Shadow Mugler Remix)
- «Born This Way» (Video musical)
- «Judas» (Video musical)
- «The Edge of Glory» (Video musical)
- Gagavision 41 – 44
- Galería fotográfica
- Características especiales para posedores de la tarjeta de membresía Little Monsters. Solicitud de ingreso de tarjeta gratis incluida

- Born This Way - The Remix

1. «Born This Way» (Zedd Remix)
2. «Judas» (Goldfrapp Remix)
3. «The Edge of Glory» (Foster The People Remix)
4. «Yoü and I» (Wild Beasts Remix)
5. «Marry the Night» (The Weeknd & Ilangelo Remix)
6. «Black Jesus † Amen Fashion» (Michael Woods Remix)
7. «Bloody Mary» (The Horrors Remix)
8. «Scheiße» (Guena LG Remix)
9. «Americano» (Gregori Klosman Remix)
10. «Electric Chapel» (Two Door Cinema Club Remix)
11. «Yoü and I» (Metronomy Remix)
12. «Judas» (Hurts Remix)
13. «Born This Way» (Twin Shadow Remix)
14. «Judas» (Sultan & Ned Shepard Remix)
15. «Judas» (Röyksopp's 30 Pieces Mix)(iTunes bonus track)

## Born This Way: The Collection
En octubre de 2011, Gaga anunció que estaba en planes de lanzar un box set titulado Born This Way: The Collection. En ese mismo mes, se comunicó el lanzamiento de un álbum de remixes denominado Born This Way: The Remix, y del DVD del especial de HBO, llamado Lady Gaga Presents the Monster Ball Tour: At Madison Square Garden. Como consecuente, Born This Way: The Collection incluyó la versión especial de Born This Way, que contiene 17 canciones, junto al álbum de remixes y al DVD de la gira. La portada de The Collection fue lanzada el 21 de octubre de 2011, la cual muestra a la cantante vistiendo un líquido semejante a una baba y un sombrero negro redondo. Dicho traje fue diseñado por Bart Hess, zapatos de Alexander McQueen, mientras que el sombrero pertenece a Charlie le Mindu.
Recepción
Tras otorgarle tres de cuatro estrellas, Stephen Thomas Erlewine de Allmusic dio una revisión positiva del box set, comentando que «para cualquier fan de la cantante que de alguna manera falló en recoger alguna o todas esas cosas en el camino, esto es una forma conveniente de agarrar todo esto de Gaga de una vez». Por otro lado, el álbum debutó en distintos conteos alrededor del mundo. De manera específica, en Corea del Sur, debutó en el puesto 18 del conteo internacional; en Grecia entró en la posición 49, mientras que en Italia, durante la semana del 22 de noviembre de 2011, debutó en el puesto número 98.
Lista de canciones
| Disco 1 – Lady Gaga Presents The Monster Ball: At Madison Square Garden on DVD |                                  |          |  |
| N.º                                                                            | Título                           | Duración |  |
| 1.                                                                             | «Intro»                          | 4:32     |  |
| 2.                                                                             | «Dance in the Dark»              | 2:36     |  |
| 3.                                                                             | «Glitter & Grease»               | 2:36     |  |
| 4.                                                                             | «Just Dance»                     | 4:22     |  |
| 5.                                                                             | «Beautiful, Dirty, Rich»         | 4:20     |  |
| 6.                                                                             | «The Fame»                       | 4:15     |  |
| 7.                                                                             | «LoveGame»                       | 10:41    |  |
| 8.                                                                             | «Boys, Boys, Boys»               | 3:17     |  |
| 9.                                                                             | «Money Honey»                    | 3:16     |  |
| 10.                                                                            | «Telephone»                      | 6:34     |  |
| 11.                                                                            | «Speechless»                     | 6:16     |  |
| 12.                                                                            | «Yoü and I»                      | 9:24     |  |
| 13.                                                                            | «So Happy I Could Die»           | 4:43     |  |
| 14.                                                                            | «Monster»                        | 6:37     |  |
| 15.                                                                            | «Teeth»                          | 9:41     |  |
| 16.                                                                            | «Alejandro»                      | 5:24     |  |
| 17.                                                                            | «Poker Face»                     | 3:57     |  |
| 18.                                                                            | «Paparazzi»                      | 6:30     |  |
| 19.                                                                            | «Bad Romance»                    | 6:22     |  |
| 20.                                                                            | «Born This Way»                  | 9:07     |  |
| 21.                                                                            | «Born This Way» (tt)             | 3:16     |  |
| 22.                                                                            | «Backstage del the Monster Ball» | 12:50    |  |
| 23.                                                                            | «Galería fotográfica»            | a capela |  |

| Disco 2 — Born This Way (edición especial) |                                  |                                                              |                                                              |          |  |
| N.º                                        | Título                           | Escritor(es)                                                 | Productor(es)                                                | Duración |  |
| 1.                                         | «Marry the Night»                | Lady Gaga y Fernando Garibay                                 | Lady Gaga y Fernando Garibay                                 | 4:24     |  |
| 2.                                         | «Born This Way»                  | Lady Gaga y Jeppe Laursen                                    | Lady Gaga, Fernando Garibay, DJ White Shadow y Jeppe Laursen | 4:20     |  |
| 3.                                         | «Government Hooker»              | Lady Gaga, Fernando Garibay y DJ White Shadow                | Lady Gaga, DJ White Shadow, DJ Snake* y Fernando Garibay*    | 4:14     |  |
| 4.                                         | «Judas»                          | Lady Gaga y RedOne                                           | RedOne y Lady Gaga                                           | 4:09     |  |
| 5.                                         | «Americano»                      | Lady Gaga, Fernando Garibay, DJ White Shadow y Cheche Alara  | Lady Gaga, Fernando Garibay y DJ White Shadow                | 4:06     |  |
| 6.                                         | «Hair»                           | Lady Gaga y RedOne                                           | Lady Gaga y RedOne                                           | 5:08     |  |
| 7.                                         | «Scheiße»                        | Lady Gaga y RedOne                                           | Lady Gaga y RedOne                                           | 3:45     |  |
| 8.                                         | «Bloody Mary»                    | Lady Gaga, Fernando Garibay y DJ White Shadow                | Lady Gaga, DJ White Shadow, Fernando Garibay* y DJ Snake*    | 4:04     |  |
| 9.                                         | «Black Jesus † Amen Fashion»     | Lady Gaga y DJ White Shadow                                  | Lady Gaga y DJ White Shadow                                  | 3:36     |  |
| 10.                                        | «Bad Kids»                       | Lady Gaga, Fernando Garibay, DJ White Shadow y Jeppe Laursen | Lady Gaga, Fernando Garibay, DJ White Shadow y Jeppe Laursen | 3:50     |  |
| 11.                                        | «Fashion of His Love»            | Lady Gaga y Fernando Garibay                                 | Lady Gaga y Fernando Garibay                                 | 3:39     |  |
| 12.                                        | «Highway Unicorn (Road to Love)» | Lady Gaga, RedOne, Fernando Garibay y DJ White Shadow        | Lady Gaga, RedOne, Fernando Garibay y DJ White Shadow        | 4:15     |  |
| 13.                                        | «Heavy Metal Lover»              | Lady Gaga y Fernando Garibay                                 | Lady Gaga y Fernando Garibay                                 | 4:12     |  |
| 14.                                        | «Electric Chapel»                | Lady Gaga y DJ White Shadow                                  | Lady Gaga y DJ White Shadow                                  | 4:12     |  |
| 15.                                        | «The Queen»                      | Lady Gaga y Fernando Garibay                                 | Lady Gaga y Fernando Garibay                                 | 5:17     |  |
| 16.                                        | «Yoü and I»                      | Lady Gaga                                                    | Lady Gaga y Robert Lange                                     | 5:07     |  |
| 17.                                        | «The Edge of Glory»              | Lady Gaga, Fernando Garibay y DJ White Shadow                | Lady Gaga y Fernando Garibay                                 | 5:20     |  |
| 73:39                                      |                                  |                                                              |                                                              |          |  |

| Born This Way: The Remix |                                                    |          |  |
| N.º                      | Título                                             | Duración |  |
| 1.                       | «Born This Way» (Zedd Remix)                       | 6:30     |  |
| 2.                       | «Judas» (Goldfrapp Remix)                          | 4:42     |  |
| 3.                       | «The Edge of Glory» (Foster the People Remix)      | 6:10     |  |
| 4.                       | «Yoü and I» (Wild Beasts Remix)                    | 3:51     |  |
| 5.                       | «Marry the Night» (The Weeknd & Ilangelo Remix)    | 4:03     |  |
| 6.                       | «Black Jesus † Amen Fashion» (Michael Woods Remix) | 6:10     |  |
| 7.                       | «Bloody Mary» (The Horrors Remix)                  | 5:18     |  |
| 8.                       | «Scheiße» (Guena LG Remix)                         | 5:44     |  |
| 9.                       | «Americano» (Gregori Klosman Remix)                | 6:07     |  |
| 10.                      | «Electric Chapel» (Two Door Cinema Club Remix)     | 3:59     |  |
| 11.                      | «Yoü and I» (Metronomy Remix)                      | 4:20     |  |
| 12.                      | «Judas» (Hurts Remix)                              | 3:57     |  |
| 13.                      | «Born This Way» (Twin Shadow Remix)                | 4:05     |  |
| 14.                      | «The Edge of Glory» (Sultan & Ned Shepard Remix)   | 6:34     |  |

Posicionamiento en listas
Semanales
| País          | Lista                                   | Mejor posición |
| ------------- | --------------------------------------- | -------------- |
| Corea del Sur | South Korean International Albums Chart | 18             |
| Grecia        | Greek Albums Chart                      | 49             |
| Italia        | Italian Albums Chart                    | 98             |

Historial de lanzamientos
| País            | Fecha                   | Formato | Edición  |
| --------------- | ----------------------- | ------- | -------- |
| Alemania        | 18 de noviembre de 2011 | CD+DVD  | Estándar |
| Canadá          | 21 de noviembre de 2011 | CD+DVD  | Estándar |
| Japón           | 21 de noviembre de 2011 | CD+DVD  | Estándar |
| Reino Unido     | 21 de noviembre de 2011 | CD+DVD  | Estándar |
| Estados Unidos. | 21 de noviembre de 2011 | CD+DVD  | Estándar |
| Canadá          | 29 de noviembre de 2011 | CD+DVD  | Deluxe   |
| Japón           | 29 de noviembre de 2011 | CD+DVD  | Deluxe   |
| Estados Unidos. | 27 de diciembre de 2011 | CD+DVD  | Deluxe   |

## Posicionamiento en listas

### Semanales
| Alemania          | German Albums Chart                 | 1 |
| Argentina         | Argentinian Albums Chart            | 1 |
| Australia         | Australian Albums Chart             | 1 |
| Austria           | Austrian Albums Chart               | 1 |
| Bélgica (Flandes) | Ultratop 100 Albums                 | 1 |
| Bélgica (Valonia) | Ultratop 100 Albums                 | 1 |
| Canadá            | Canadian Albums Chart               | 1 |
| Croacia           | Croatian International Albums Chart | 1 |
| Dinamarca         | Danish Albums Chart                 | 1 |
| Escocia           | Scottish Albums Chart               | 1 |
| Eslovenia         | Slovenian Albums Chart              | 1 |
| España            | Spanish Albums Chart                | 2 |
| Estados Unidos    | Billboard 200                       | 1 |
| Estados Unidos    | Dance/Electronic Albums             | 1 |
| Estados Unidos    | Digital Albums                      | 1 |
| Finlandia         | Finnish Albums Chart                | 2 |
| Francia           | French Albums Chart                 | 1 |
| Grecia            | Greek Albums Chart                  | 1 |
| Hungría           | Hungarian Albums Chart              | 1 |
| Irlanda           | Irish Albums Chart                  | 1 |
| Italia            | Italian Albums Chart                | 1 |
| Japón             | Japanese Albums Chart               | 1 |
| México            | Mexican Albums Chart                | 1 |
| Noruega           | Norwegian Albums Chart              | 1 |
| Nueva Zelanda     | New Zealand Albums Chart            | 1 |
| Países Bajos      | Dutch Albums Chart                  | 5 |
| Polonia           | Polish Albums Chart                 | 3 |
| Portugal          | Portuguese Albums Chart             | 1 |
| República Checa   | Czech Albums Chart                  | 1 |
| Reino Unido       | UK Albums Chart                     | 1 |
| Rusia             | Russian Albums Chart                | 1 |
| Suecia            | Swedish Albums Chart                | 1 |
| Suiza             | Swiss Albums Chart                  | 1 |
| Taiwán            | Taiwanese Albums Chart              | 1 |
| Uruguay           | Uruguayan Albums Chart              | 1 |

- Ver lista de predecesores y sucesores

| Predecesor: A propósito de Babasónicos                                   | Argentina Albums Chart — Álbum N° 1 22 de mayo de 2011-29 de mayo de 2011                                                        | Sucesor: Música + alma + sexo de Ricky Martin                      |
| Predecesor: 21 de Adele                                                  | Irish Albums Chart — Álbum N° 1 26 de mayo de 2011-9 de junio de 2011                                                            | Sucesor: 21 de Adele                                               |
| Predecesor: Satan i gatan de Veronica Maggio                             | Swedish Albums Chart — Álbum N° 1 27 de mayo de 2011-3 de junio de 2011                                                          | Sucesor: Musik För Nyskilda de Mauro Scocco                        |
| Predecesor: Gloria de Les Prêtes                                         | French Albums Chart — Álbum N° 1 29 de mayo de 2011-12 de junio de 2011                                                          | Sucesor: 21 de Adele                                               |
| Predecesor: 21 de Adele                                                  | Australian Albums Chart — Álbum N° 1 30 de mayo de 2011-19 de junio de 2011                                                      | Sucesor: 21 de Adele                                               |
| Predecesor: 21 de Adele                                                  | New Zealand Albums Chart — Álbum N° 1 30 de mayo de 2011-6 de junio de 2011                                                      | Sucesor: 21 de Adele                                               |
| Predecesor: Vivere o niente de Vasco Rossi                               | Italian Albums Chart — Álbum N° 1 2 de junio de 2011-9 de junio de 2011                                                          | Sucesor: Vivere o niente de Vasco Rossi                            |
| Predecesor: Jenseits von gut und böse de Bushido                         | German Albums Chart — Álbum N° 1 3 de junio de 2011-10 de junio de 2011                                                          | Sucesor: Jackpot de Pietro Lombardi                                |
| Predecesor: Jenseits von gut und böse de Bushido                         | Austrian Albums Chart — Álbum N° 1 3 de junio de 2011-10 de junio de 2011                                                        | Sucesor: Jackpot de Pietro Lombardi                                |
| Predecesor: Engle eller dæmoner de Nik & Jay                             | Danish Albums Chart — Álbum N° 1 3 de junio de 2011-10 de junio de 2011                                                          | Sucesor: Engle eller dæmoner de Nik & Jay                          |
| Predecesor: 21 de Adele                                                  | Ultratop 100 Albums (Flandes) — Álbum N° 1 4 de junio de 2011-11 de junio de 2011                                                | Sucesor: 21 de Adele                                               |
| Predecesor: Gloria de Les Prêtres                                        | Ultratop 100 Albums (Valonia) — Álbum N° 1 4 de junio de 2011-2 de julio de 2011                                                 | Sucesor: Selah Sue de Selah Sue                                    |
| Predecesores: 21 de Adele Progress de Take That                          | UK Albums Chart — Álbum N° 1 4 de junio de 2011-18 de junio de 2011 2 de julio de 2011-9 de julio de 2011                        | Sucesores: Suck It and See de Arctic Monkeys 4 de Beyoncé          |
| Predecesores: Jenseits von gut und böse de Bushido 2011 de DJ Antoine    | Swiss Albums Chart — Álbum N° 1 5 de junio de 2011-12 de junio de 2011 19 de junio de 2011-10 de julio de 2011                   | Sucesores: 2011 de DJ Antoine 4 de Beyoncé                         |
| Predecesor: Five Treasure Island de F.T. Island                          | Japanese Albums Chart — Álbum N° 1 6 de junio de 2011-13 de junio de 2011                                                        | Sucesor: Girls' Generation de Girls' Generation                    |
| Predecesor: 21 de Adele                                                  | Billboard 200 — Álbum N° 1 11 de junio de 2011-25 de junio de 2011                                                               | Sucesor: 21 de Adele                                               |
| Predecesores: The Fame de Lady Gaga Nothing but the Beat de David Guetta | Dance/Electronic Albums — Álbum N° 1 11 de junio de 2011-17 de septiembre de 2011 24 de septiembre de 2011-29 de octubre de 2011 | Sucesores: Nothing but the Beat de David Guetta Biophilia de Björk |
| Predecesor: 21 de Adele                                                  | Canadian Albums Chart — Álbum N° 1 11 de junio de 2011-25 de junio de 2011                                                       | Sucesor: Little Hell de City And Colour                            |

### Certificaciones
| País           | Organismo certificador | Certificación | Ventas certificadas | Simbolización | Ref.    |
| -------------- | ---------------------- | ------------- | ------------------- | ------------- | ------- |
| Alemania       | BVMI                   | Platino       | 200 000             | ▲             | [ 306 ] |
| Australia      | ARIA                   | 3× Platino    | 210 000             | 3▲            | [ 182 ] |
| Austria        | IFPI — Austria         | Platino       | 15 000              | ▲             | [ 307 ] |
| Bélgica        | BEA                    | Platino       | 30 000              | ▲             | [ 308 ] |
| Brasil         | ABPD                   | 2× Platino    | 80 000              | 2▲            | [ 309 ] |
| Canadá         | CRIA                   | 4× Platino    | 320 000             | 4▲            | [ 159 ] |
| Chile          | IFPI — Chile           | 2× Platino    | 30 000              | 2▲            | [ 310 ] |
| Dinamarca      | IFPI — Dinamarca       | Oro           | 20 000              | ●             | [ 311 ] |
| España         | PROMUSICAE             | Oro           | 30 000              | ●             | [ 312 ] |
| Estados Unidos | RIAA                   | 4× Platino    | 4 000               | 4▲            | [ 313 ] |
| Finlandia      | IFPI — Finlandia       | Oro           | 10 000              | ●             | [ 314 ] |
| Francia        | SNEP                   | 2× Platino    | 200 000             | 2▲            | [ 315 ] |
| Hungría        | MAHASZ                 | Oro           | 3 000               | ●             | [ 316 ] |
| Indonesia      | ASIRI                  | Oro           | 10 000              | ●             | [ 317 ] |
| Irlanda        | IRMA                   | 2× Platino    | 30 000              | 2▲            | [ 318 ] |
| Italia         | FIMI                   | Platino       | 60 000              | ▲             | [ 319 ] |
| Japón          | RIAJ                   | 3× Platino    | 750 000             | 3▲            | [ 320 ] |
| México         | AMPROFON               | Platino       | 60 000              | ▲             | [ 299 ] |
| Noruega        | IFPI — Noruega         | 6× Platino    | 180 000             | 6▲            | [ 321 ] |
| Nueva Zelanda  | RIANZ                  | Platino       | 15 000              | ▲             | [ 184 ] |
| Polonia        | ZPAV                   | Platino       | 20 000              | ▲             | [ 322 ] |
| Portugal       | AFP                    | 4× Platino    | 80 000              | 4▲            | [ 323 ] |
| Reino Unido    | BPI                    | 3× Platino    | 900 000             | 3▲            | [ 324 ] |
| Rusia          | NFPP                   | 4× Platino    | 80 000              | 4▲            | [ 325 ] |
| Singapur       | RIAS                   | Oro           | 5000                | ●             | [ 326 ] |
| Suiza          | IFPI — Suiza           | Platino       | 30 000              | ▲             | [ 327 ] |
| Taiwán         | IFPI — Taiwán          | 10× Platino   | 100 000             | 10▲           | [ 328 ] |
| Europa         | IFPI                   | Platino       | 1 000               | ▲             | [ 329 ] |

### Anuales
| Alemania          | German Albums Chart        | 17 |
| Australia         | Australian Albums Chart    | 6  |
| Austria           | Austrian Albums Chart      | 15 |
| Bélgica (Flandes) | Ultratop 100 Albums        | 23 |
| Bélgica (Valonia) | Ultratop 100 Albums        | 13 |
| Canadá            | Canadian Albums Chart      | 3  |
| Dinamarca         | Danish Albums Chart        | 38 |
| España            | Spanish Albums Chart       | 23 |
| Estados Unidos    | US Billboard 200           | 3  |
| Estados Unidos    | US Dance/Electronic Albums | 1  |
| Francia           | French Albums Chart        | 13 |
| Irlanda           | Irish Albums Chart         | 17 |
| Italia            | Italian Albums Chart       | 21 |
| Japón             | Japanese Albums Chart      | 4  |
| México            | Mexican Albums Chart       | 13 |
| Nueva Zelanda     | New Zealand Albums Chart   | 3  |
| Países Bajos      | Dutch Albums Chart         | 40 |
| Polonia           | Polish Albums Chart        | 33 |
| Reino Unido       | UK Albums Chart            | 7  |
| Suecia            | Swedish Albums Chart       | 14 |
| Suiza             | Swiss Albums Chart         | 10 |

## Premios y nominaciones
Born This Way fue nominado en distintas ceremonias de premiación. A continuación, una lista con algunas de las candidaturas que obtuvo el álbum:
| Año  | Ceremonia de premiación      | Premio                                | Resultado | Ref.    |
| ---- | ---------------------------- | ------------------------------------- | --------- | ------- |
| 2011 | American Music Awards        | Mejor álbum pop/rock                  | Nominado  | [ 351 ] |
| 2012 | Virgin Media Music Awards    | Álbum del año                         | Ganador   | [ 352 ] |
| 2012 | Premios Grammy               | Álbum del año                         | Nominado  | [ 353 ] |
| 2012 | Premios Grammy               | Mejor álbum de pop vocal              | Nominado  | [ 353 ] |
| 2012 | People's Choice Awards       | Álbum del año favorito                | Ganador   | [ 354 ] |
| 2012 | Premios Oye!                 | Álbum del año en inglés               | Nominado  | [ 355 ] |
| 2012 | Japan Gold Disc Awards       | Álbum del año internacional           | Ganador   | [ 356 ] |
| 2012 | Japan Gold Disc Awards       | Los 3 mejores álbumes internacionales | Ganador   | [ 356 ] |
| 2012 | MTV Video Music Awards Japan | Álbum del año                         | Nominado  | [ 357 ] |
| 2012 | Billboard Music Awards       | Mejor álbum pop                       | Nominado  | [ 358 ] |
| 2012 | Billboard Music Awards       | Mejor álbum dance                     | Ganador   | [ 358 ] |

## Born This Way The Tenth Anniversary
Born This Way The Tenth Anniversary (en ocasiones referido también como Born This Way Reimagined) es una reedición del segundo álbum de estudio de la cantautora estadounidense Lady Gaga, Born This Way (2011). Fue lanzada el 25 de junio de 2021 a través de Interscope Records, e incluye seis versiones de temas del álbum interpretados por artistas miembros o aliados de la comunidad LGBTQIA+.

### Antecedentes
El 28 de mayo de 2021, cinco días después del décimo aniversario del lanzamiento de Born This Way, Gaga anunció una reedición del álbum titulada Born This Way The Tenth Anniversary, la cual sería lanzada el 18 de junio de ese mismo año e incluiría seis versiones de temas del álbum interpretados por artistas miembros o aliados de la comunidad LGBTQIA+. Ese mismo día, fue publicada la versión de «Judas», interpretada por la rapera estadounidense Big Freedia. El 4 de junio, fue lanzada la versión de «Born This Way», específicamente de la versión Country Road incluida en la edición especial del álbum, esta vez interpretada por el cantante Orville Peck. Una semana después, el 11 de junio, fue publicada la versión de «Marry the Night», interpretada por Kylie Minogue. Igualmente, Gaga anunció que el lanzamiento de la reedición sería pospuesto hasta el 25 de junio. El 22 de junio, fue publicada la versión de «The Edge of Glory», interpretada por Years & Years.

### Lista de canciones
Las versiones en CD y digital contienen la edición de 14 canciones del álbum, mientras que las versiones en vinilo incluyen la edición de 17 canciones.
| Born This Way The Tenth Anniversary — Disco 2 |                                                                                           |                                                  |                                    |          |  |
| N.º                                           | Título                                                                                    | Escritor(es)                                     | Productor(es)                      | Duración |  |
| 15.                                           | «Marry the Night» (por Kylie Minogue)                                                     | Lady Gaga y Fernando Garibay                     | Biff Stannard y Duck Blackwell     | 4:39     |  |
| 16.                                           | «Judas» (por Big Freedia)                                                                 | Gaga y RedOne                                    | Gold Glove y Boyfriend             | 4:07     |  |
| 17.                                           | «Highway Unicorn (Road to Love)» (por The Highwomen, Brittney Spencer y Madeline Edwards) | Gaga, RedOne, Fernando Garibay y DJ White Shadow |                                    |          |  |
| 18.                                           | «Yoü and I» (por Ben Platt)                                                               | Gaga                                             |                                    |          |  |
| 19.                                           | «The Edge of Glory» (por Years & Years)                                                   | Gaga, Garibay y DJ White Shadow                  |                                    | 3:59     |  |
| 20.                                           | «Born This Way (The Country Road Version)» (por Orville Peck)                             | Gaga, Laursen, Garibay y DJ White Shadow         | Orville Peck y Christopher Stracey | 4:18     |  |

### Certificaciones
| País   | Organismo certificador | Certificación | Ventas certificadas | Ref.    |
| ------ | ---------------------- | ------------- | ------------------- | ------- |
| Brasil | Pro-Música Brasil      | Diamante      | 160 000             | [ 309 ] |

## Historial de lanzamientos
- Edición estándar

| País           | Fecha              | Formato               | Ref.                    |
| -------------- | ------------------ | --------------------- | ----------------------- |
| Alemania       | 23 de mayo de 2011 | CD y descarga digital | [ 363 ]                 |
| Argentina      | 23 de mayo de 2011 | CD y descarga digital | [ 364 ]                 |
| Australia      | 23 de mayo de 2011 | CD y descarga digital | [ 365 ]                 |
| Bélgica        | 23 de mayo de 2011 | CD y descarga digital | [ 366 ]                 |
| Canadá         | 23 de mayo de 2011 | CD y descarga digital | [ 367 ]                 |
| Colombia       | 23 de mayo de 2011 | CD y descarga digital | [ 368 ] [ 369 ] [ 370 ] |
| Dinamarca      | 23 de mayo de 2011 | CD y descarga digital | [ 371 ]                 |
| España         | 23 de mayo de 2011 | CD y descarga digital | [ 372 ]                 |
| Estados Unidos | 23 de mayo de 2011 | CD y descarga digital | [ 373 ]                 |
| Finlandia      | 23 de mayo de 2011 | CD y descarga digital | [ 374 ]                 |
| Francia        | 23 de mayo de 2011 | CD y descarga digital | [ 375 ]                 |
| Irlanda        | 23 de mayo de 2011 | CD y descarga digital | [ 376 ]                 |
| Italia         | 23 de mayo de 2011 | CD y descarga digital | [ 377 ]                 |
| Japón          | 23 de mayo de 2011 | CD y descarga digital | [ 378 ]                 |
| México         | 23 de mayo de 2011 | CD y descarga digital | [ 379 ]                 |
| Noruega        | 23 de mayo de 2011 | CD y descarga digital | [ 380 ]                 |
| Nueva Zelanda  | 23 de mayo de 2011 | CD y descarga digital | [ 381 ]                 |
| Países Bajos   | 23 de mayo de 2011 | CD y descarga digital | [ 382 ]                 |
| Portugal       | 23 de mayo de 2011 | CD y descarga digital | [ 383 ]                 |
| Reino Unido    | 23 de mayo de 2011 | CD y descarga digital | [ 384 ]                 |
| Suecia         | 23 de mayo de 2011 | CD y descarga digital | [ 385 ]                 |
| Suiza          | 23 de mayo de 2011 | CD y descarga digital | [ 386 ]                 |

- Edición especial

| País           | Fecha              | Formato               | Ref.                    |
| -------------- | ------------------ | --------------------- | ----------------------- |
| Alemania       | 23 de mayo de 2011 | CD y descarga digital | [ 387 ]                 |
| Argentina      | 23 de mayo de 2011 | CD y descarga digital | [ 388 ]                 |
| Australia      | 23 de mayo de 2011 | CD y descarga digital | [ 389 ]                 |
| Bélgica        | 23 de mayo de 2011 | CD y descarga digital | [ 390 ]                 |
| Canadá         | 23 de mayo de 2011 | CD y descarga digital | [ 391 ]                 |
| Colombia       | 23 de mayo de 2011 | CD y descarga digital | [ 368 ] [ 369 ] [ 370 ] |
| Dinamarca      | 23 de mayo de 2011 | CD y descarga digital | [ 392 ]                 |
| España         | 23 de mayo de 2011 | CD y descarga digital | [ 393 ]                 |
| Estados Unidos | 23 de mayo de 2011 | CD y descarga digital | [ 394 ]                 |
| Finlandia      | 23 de mayo de 2011 | CD y descarga digital | [ 395 ]                 |
| Francia        | 23 de mayo de 2011 | CD y descarga digital | [ 396 ]                 |
| Irlanda        | 23 de mayo de 2011 | CD y descarga digital | [ 397 ]                 |
| Italia         | 23 de mayo de 2011 | CD y descarga digital | [ 398 ]                 |
| Japón          | 23 de mayo de 2011 | CD y descarga digital | [ 399 ]                 |
| México         | 23 de mayo de 2011 | CD y descarga digital | [ 400 ]                 |
| Noruega        | 23 de mayo de 2011 | CD y descarga digital | [ 401 ]                 |
| Nueva Zelanda  | 23 de mayo de 2011 | CD y descarga digital | [ 402 ]                 |
| Países Bajos   | 23 de mayo de 2011 | CD y descarga digital | [ 403 ]                 |
| Portugal       | 23 de mayo de 2011 | CD y descarga digital | [ 404 ]                 |
| Reino Unido    | 23 de mayo de 2011 | CD y descarga digital | [ 405 ]                 |
| Suecia         | 23 de mayo de 2011 | CD y descarga digital | [ 406 ]                 |
| Suiza          | 23 de mayo de 2011 | CD y descarga digital | [ 407 ]                 |

## Créditos y personal
| - Andy Abad – requinto - Christina Abaroa – Copista, librarian, preparación musical - Al Carlson – asistente - Cheche Alara – arreglista, compositor, instrumentación - Jorge Álvarez – vocales de fondo - Stephanie Amaro – guitarra - Gretchen Anderson – producción - Paul Blair – guitarra - Bobby Campbell – marketing - Troy Carter – gerencia - Clarence Clemons – saxofón - Kareem Devlin – guitarra - DJ Snake – bajo, batería, teclado, productor - DJ White Shadow – compositor, programador de batería, teclado, productor, programador - Lisa Einhorn-Gilder – coordinación de producción - Nicola Formichetti - vestuario - Fernando Garibay – arreglista, compositor, ingeniero, guitarra, instrumentación, teclado, director musical, productor, programador, vocales de fondo - Val Garland – maquillaje - Brian Gaynor – bajo, teclado - Kamau Georges – programador - David Gómez – vocales de fondo - Suemy González – violín - Gene Grimaldi – masterización - Vincent Herbert – A&R, productor ejecutivo - Julio Hernández – violín - Mario Hernández – guitarrón, vihuela - Peter Hutchings – asistente - Dyana Kass – marketing - Harry Kim – trompeta - Ken Knapstad – asistente - Nick Knight – fotografía | - Phillip Knight – asistente - Lady Gaga – arreglista, compositora, instrumentación, teclado, directora musical, productora, vocales - Robert John "Mutt" Lange – productor, vocales de fondo - Jeppe Laursen – compositor, productor - Brian Lee – vocales de fondo - Bill Malina – ingeniero - Brandon Maxwell – estilista - Brian May – guitarra - Sam McKnight – estilista - Eric Morris – asistente - Wendi Morris – gerencia - Carlos Murguía – vocales de fondo - Trevor Muzzy – ingeniero, guitarra, mezcla, edición vocal - Jennifer Paola – A&R - Paul Pavao – asistente - Kevin Porter – asistente - Jordan Power – asistente - RedOne – compositor, ingeniero, instrumentación, productor, programación, arreglista vocal, editor vocal, vocales de fondo - Olle Romo – ingeniero, programación - Dave Russell – ingeniero, remezcla - Rafa Sardina – ingeniero, remezcla - Justin Shirley-Smith – ingeniero de guitarra - Amanda Silverman – publicidad - Clinton Sparks – teclado, productor - George Tandero – asistente - Anna Trevelyan – estilista - Peter Van Der Veen – vocales de fondo - Horace Ward – ingeniero - Tom Ware – ingeniero - Kenta Yonesaka – asistente |